# Nesticus iwatensis
Nesticus iwatensis là một loài nhện trong họ Nesticidae.
Loài này thuộc chi Nesticus. Nesticus iwatensis được Takeo Yaginuma miêu tả năm 1979.